# Nasry Asfura
Nasry Juan Asfura Zablah (Tegucigalpa, M.D.C., Francisco Morazán, 8 de junio de 1958) más conocido como «Tito Asfura», y también como «Papi a la Orden», es un político y empresario de la construcción hondureño, de ascendencia palestina. Fue el alcalde municipal del Distrito Central desde 2014 hasta 2022. Es candidato presidencial del Partido Nacional en las elecciones generales de 2025 y lo también fue en las de 2021.
En octubre de 2020, una unidad contra la corrupción del Ministerio Público solicitó la persecución criminal contra Asfura, por suponerlo responsable de la malversación de 17.4 millones de lempiras a favor suyo entre 2017-2018; y de otros delitos. En junio y julio del siguiente año la petición fue declarada sin lugar por la Sala Penal de la Corte Suprema de Justicia. En octubre de 2021, su nombre apareció en los Papeles de Pandora.

## Inicios
Nasry Asfura nació en Tegucigalpa, M.D.C. del departamento de Francisco Morazán, el 8 de junio de 1958. Se graduó de Bachillerato en el Instituto San Francisco y realizó estudios de Ingeniería Civil en la Universidad Nacional Autónoma de Honduras, los cuales no concluyó.

## En política

### Trayectoria
Entre 1990 y 1994 fungió como asistente fiscal municipal capitalino y asistente de la alcaldesa Nora Gúnera de Melgar. Del 94 al 98 se desempeñó como gerente de servicios públicos. Fue miembro de la administración del alcalde de la capital, César Castellanos Madrid (1998), y de su esposa Vilma Reyes (1998-2002).
Participó en las elecciones internas del Partido Nacional en febrero de 2005, como precandidato a alcalde del Distrito Central, siendo derrotado por Ricardo Álvarez. Durante esas elecciones, usó la frase "¡Papi a la orden!" en anuncios proselitistas, la cual se volvió su apodo. Álvarez se convirtió en alcalde de la capital en las elecciones generales de ese año, por lo cual Asfura pasó a ser regidor de su administración. Resultó electo diputado por el departamento de Francisco Morazán en las elecciones de 2009, pero luego fue nombrado director del Fondo Hondureño de Inversión Social, cargo que tuvo hasta septiembre de 2011.

### Alcalde de la capital
Asfura fue electo alcalde de la capital en las elecicones generales de 2013 y reelecto en las de 2017. Su administración se caracterizó por la construcción de obras de infraestructura vial. Entre las obras funcionando se hallan:
| Proyecto                                                                            | Inauguración | Inversión (en millones de L.) | Notas                                                           |
| ----------------------------------------------------------------------------------- | ------------ | ----------------------------- | --------------------------------------------------------------- |
| Paso a desnivel en bulevar Fuerzas Armadas, salida hacia Danlí                      | Ago 2014     | 17                            |                                                                 |
| Rotonda en bulevar Los Próceres, frente al Hospital San Felipe                      | May 2015     | 2.5                           |                                                                 |
| Paso a desnivel en bulevar Juan Pablo II, frente a la UNAH                          | Abr 2016     | 100                           | Constructora: Fármaco                                           |
| Paso a desnivel de El Prado                                                         | Abr 2016     | 240                           | El de mayor longitud en Honduras con 1.3 km                     |
| Paso aéreo en bulevar Comunidad Económica Europea, en La Granja                     | Jun 2016     | 50                            | Constructora: JF Construcciones                                 |
| Puente de acceso a Altos de El Trapiche, en El Trapiche                             | Jul 2016     | 25                            | Constructora: Sermaco                                           |
| Túnel vehicular en El Trapiche, frente a la UNAH                                    | Sep 2016     | 60                            |                                                                 |
| Túnel y rotonda del bulevar Juan Pablo II                                           | Dic 2016     | 800                           |                                                                 |
| Tres rotondas en: La Laguna, Altos de Toncontín y Loarque                           | Mar 2017     | 3 (solo la de Toncontín)      |                                                                 |
| Túnel entre el bulevar San Juan Bosco, La Hacienda y la avenida Berlín              | Jul 2017     | 45                            | Constructoras: Santos y JF Construcciones. Supervisora: Tecnisa |
| Paso aéreo entre los bulevares Kuwait-Santa Cristina                                | Nov 2017     | 40                            |                                                                 |
| Túnel y rotonda en calle Los Alcaldes, frente a la Universidad Católica de Honduras | Jul 2019     |                               |                                                                 |
| Túnel en la 21 de Octubre                                                           | Nov 2018     | 130                           | 20 meses de construcción                                        |
| Túnel y rotonda en La Hacienda                                                      | Feb 2021     |                               |                                                                 |
| Túnel en bulevar Los Próceres, junto a La Reforma                                   | Jun 2021     |                               |                                                                 |
| "Puente Bicentenario", desde Payaquí hasta cercanías de Casa Presidencial           | Sep 2021     |                               | Longitud: 815 m                                                 |

Una de las críticas recurrentes durante su administración fue la tala excesiva de árboles, muchas veces debidas a proyectos de obras viales. Según datos recopilados por El Heraldo, en parte provenientes de la Unidad de Gestión Ambiental, durante la administración de Asfura se talaron 991 árboles, un promedio de un árbol cada 3 días, y se transplantaron 1,852. Según vecinos del barrio La Leona, en abril de 2017 la Alcaldía pretendía cortar árboles antiguos en el parque del mismo nombre. También el entonces regidor municipal y candidato a alcalde por el Partido Innovación y Unidad, Carlenton Dávila, dijo en julio del mismo año que la Alcaldía había recibido una solicitud para cortar los árboles del Cerrito de la Felicidad en la colonia John F. Kennedy. Supuestamente, en ambos casos esto serviría para la construcción de parques "Vida Mejor", que fueron parte de un programa del gobierno de Juan Orlando Hernández. Ambos proyectos no se llevaron a cabo.

### Carrera presidencial
El 5 de octubre de 2020 el movimiento "Unidad y Esperanza" fundado por el diputado David Chávez oficializó a Nasry Asfura como su candidato presidencial, siendo Chávez su precandidato a alcalde del Distrito Central y Rigoberto Chang Castillo el coordinador de campaña. En las elecciones primarias de marzo de 2021, Asfura ganó la candidatura con 681,701 votos, el 70.1 %, sobre su rival el presidente del Congreso Nacional, Mauricio Oliva, que obtuvo el 29.9 %. Mientras que en las elecciones generales de noviembre de ese año, obtuvo 1,240,260 votos —el 36.93 %—, siendo derrotado por Xiomara Castro, que obtuvo el 51.12 %.
Asfura volvió a lanzar su precandidatura presidencial, participando en las elecciones internas de marzo de 2025, las cuales ganó con 625,893 votos, el 75.8 % de las marcas totales dentro del Partido Nacional. Su principal opositora, la ex primera dama Ana García Carías, obtuvo el 21.3 %.

### Participación electoral
|  | 50.33 % |

|  | 47.52 % |

|  | 77.10 % |

|  | 31.53 % |

|  | 70.12 % |

|  | 36.93 % |

|  | 28.32 % |

|  | 75.84 % |

* Porcentaje considerando un universo de 401,765 votos válidos, no de marcas totales.

## Vida privada e imagen
Asfura es hijo de inmigrantes palestinos: el fallecido Nasry Juan Asfura y Gloria Zablah. Está casado con Lissette del Cid de Asfura, con quien procreó a tres hijas: Stephanie, Monique y Alexandra.
Asfura proyecta una imagen modesta, humilde y trabajadora. Suele vestir de camisas arremangadas y jeans azules, con zapatos "burros". Se autodefine como una especie de adicto al trabajo, siendo la palabra "trabajo" una de las más usadas en su discurso y propuesta. Hasta antes de su campaña presidencial, tenía muy poca presencia en la televisión y en redes sociales, y no realiza eventos de inauguración de las obras hechas por la Alcaldía.
Durante años se ha mantenido como uno de los políticos mejor valorados del país, algo relacionado con la imagen positiva hacia su gestión como alcalde del Distrito Central.

## Premios y reconocimientos
- Orden de San Miguel Arcángel (2017).
- Premio internacional Climate Positive, de la ONG Green Cross UK, durante la Conferencia de las Naciones Unidas sobre el Cambio Climático de 2021, en Glasgow, Escocia; por su labor como presidente de la red latinoamericana de alcaldes por el clima CC35.[40]

## Mención en los Papeles de Pandora
Los Papeles de Pandora mencionan a Asfura como el dueño en 2007 de la empresa Karlane Overseas SA., registrada en Panamá por la firma Alcogal en 2006. El banco que ayudó a Asfura a crear dicha empresa dijo que la misma fue usada para comprar tierras a la familia de Asfura y a otros en Tegucigalpa para desarrollar un centro de negocios allí. Personeros de Asfura, además, dijeron que el alcalde no tiene inversiones extraterritoriales y enviaron documentos a AFP constatando que Asfura dejó de ser accionista de esa empresa el 20 de junio de 2007.

## Acusaciones por corrupción
En 2005 Asfura fue criticado por estar presuntamente ligado a la empresa Sulambiente, que ganó millones de lempiras por un controversial contrato suscrito con la municipalidad de San Pedro Sula para la recolección de basura en esa ciudad. Según el medio Expediente Público, existen documentos que señalan a Asfura como accionista del 50 % de Sulambiente desde su creación hasta 2016, por medio de su empresa Agac de Centroamérica.
En octubre de 2020, la Unidad Fiscal Especializada Contra Redes de Corrupción (Uferco) presentó una petición de antejuicio ante el juzgado Anticorrupción para poder proceder a la persecución penal de Asfura y de Nilvia Castillo, una regidora de su administración, por suponérselos responsables de abuso de autoridad, fraude, malversación de caudales públicos, falsificación de documentos y lavado de activos. El documento con investigaciones de un año, acusa a ambos del desvío 29.4 millones de lempiras de fondos públicos en beneficio propio entre 2017 y 2018. Entre esos años, Asfura en su condición de alcalde y el tesorero municipal, habrían gestionado la emisión de 23 cheques a nombre de Asfura, que suman una cantidad de 17.4 millones de L. y los cuales fueron depositados en tres cuentas: una indicando el origen de los fondos como aportes de campaña —con 11.9 millones—, otra indicando fondos propios o aportaciones de allegados —con 1.1 millones— y otra indicando salario devengado —con 4.4 millones. El perfil bancario de la primera cuenta, dice el documento, fue cambiado a nombre de Decodesa, una empresa presuntamente de Asfura.
El 16 de febrero la petición de antejuicio fue admitida por la Corte de Apelaciones en materia de corrupción, por lo que una semana después la defensa de Asfura y de Castillo presentó un recurso de apelación para frenar el antejuicio. En marzo de 2021, nueve bienes inmuebles y tres empresas de Asfura, relacionadas con la acusación de la Uferco, fueron asegurados por el ministerio público. El 1 de junio la Sala Penal de la Corte Suprema de Justicia falló a favor del recurso de apelación de la defensa, dejando sin lugar la petición de antejuicio, afirmando que primero debe haber una investigación por parte del Tribunal Superior de Cuentas. Uferco presentó dos días después un recurso de reposición contra esa decisión, pero en julio la misma Sala declaró sin lugar dicho recurso.